# Peter Dawes
Peter Spencer Dawes (* 5. Februar 1928; † 10. November 2022) war ein britischer anglikanischer Theologe. Er war von 1988 bis 1995  Bischof von Derby in der Church of England.
Dawes besuchte die Aldenham School in der Grafschaft Hertfordshire und studierte am Hatfield College der University of Durham. 1955 erfolgte seine Priesterweihe. Seine Priesterlaufbahn begann er als Vikar (Curate) an der St Andrew’s Church im Stadtbezirk Whitehall Park in London und der St Ebbe’s Church in Oxford. Anschließend war er Tutor am Clifton Theological College und Pfarrer (Vicar) an der Church of the Good Shepherd in Romford. Von 1980 bis 1988 war er Archidiakon (Archdeacon) von West Ham. 1988 wurde er zum Bischof geweiht. 1988 wurde er, als Nachfolger von Cyril Bowles, Bischof von Derby. 1995 ging er in den Ruhestand. Sein Nachfolger als Bischof von Derby wurde Jonathan Bailey. Dawes wurde 1995 zum Ehrenamtlichen Hilfsbischof (Honorary Assistant Bishop) in der Diözese von Ely ernannt.
Dawes war Direktor (Director) des Derby Diocesan Board of Finance (Mai 1991 bis Juli 1995) und des Trinity College in Bristol (Juni 1991 bis November 1996). Er gehörte dem evangelikalen Flügel der Church of England an.
Dawes war Mitglied der Electoral Reform Society (ERS). Im Rahmen des Wahlrechtsreferendums im Vereinigten Königreich im Mai 2011 gehörte Dawes gemeinsam mit den Bischöfen Alan Smith (St Albans), John Packer (Ripon and Leeds), Michael Langrish (Exeter), Martyn Jarrett (Beverley), Nigel Stock (St Edmundsbury and Ipswich), Alan Wilson (Buckingham), Michael Perham (Gloucester), Colin Buchanan (ehem. Bischof von Woolwich) und David Atkinson (ehem. Bischof von Thetford) zu den Befürwortern eines Rangfolgewahlrechts.